# فرودگاه کانتچاری
فرودگاه کانتچاری (به انگلیسی: Kantchari Airport) یک فرودگاه با کد یاتا XKA است . این فرودگاه در شهر کانتچاری کشور بورکینافاسو قرار دارد .